# Unplugged - Rock and Roll Realschule
Rock'n'Roll Realschule es el cuarto álbum en vivo de Die Ärzte, y está respaldado por MTV Unplugged. El nombre proviene de Rock 'n' Roll High School de The Ramones.

## Lista de canciones
1. Schrei nach Liebe [Grito por amor] (Urlaub, Felsenheimer/Urlaub, Felsenheimer) - 3:54
2. Ich ess' Blumen [Yo como flores] (Felsenheimer/Felsenheimer) - 3:23
3. Langweilig [Aburrido] (Urlaub/Urlaub) - 3:42
4. Meine Ex(plodierte Freundin) [Mi ex (plotada novia)] (Urlaub/Urlaub) - 2:04
5. Monsterparty [Fiesta de monstruos] (Felsenheimer, Urlaub/Felsenheimer, Urlaub) - 3:28
6. Hurra (Urlaub/Urlaub) - 3:46
7. Kopfhaut [Piel de la cabeza] (Urlaub/Urlaub, Felsenheimer, Runge) - 2:42
8. Zu spät [Muy tarde] (Urlaub/Urlaub) - 3:41
9. Westerland [Tierra del oeste] (Urlaub/Urlaub) - 4:18
10. 1/2 Lovesong [1/2 canción de amor] (Gonzalez/Felsenheimer, Gonzalez) - 4:14
11. Komm zurück [Regresa] (Urlaub/Urlaub) - 3:29
12. Der Graf [El conde] (Felsenheimer/Felsenheimer) - 3:34
13. Ignorama (Felsenheimer, Gonzalez/Felsenheimer) - 2:58
14. Is ja irre (Urlaub/Urlaub) - 1:36
15. Bitte bitte [Por favor, por favor] (Urlaub/Urlaub) - 2:59
16. Mit dem Schwert nach Polen, warum René? [Con la espada a Polonia, por qué René?] (Felsenheimer, Gonzalez/Felsenheimer) - 4:36
17. Die Banane [La banana, o el plátano] (Felsenheimer, Gonzalez/Felsenheimer) - 4:59
18. Manchmal haben Frauen... [A veces las mujeres tienen...] (Felsenheimer/Felsenheimer) - 5:28
19. Medley - 4:59

- Consiste en las canciones: "Ohne Dich", "Paul", "Quark", "Schunder-Song", "Meine Freunde", "Nie wieder Krieg, nie mehr Las Vegas!", "Rettet die Wale", "Der lustige Astronaut", "Las Vegas".

## Singles
2002: Unplugged - Komm zurück/Die Banane
- Datos: Q844485